# Донуса
Донуса (на гръцки: Δονούσα) е гръцки остров в Бяло море. Влиза в групата на неголемите острови Малки Циклади. Площта на острова е 13,75 км².  Разположен е на 15 км източно от остров Наксос.
Съгласно преброяването на населението през 2001 г. на острова живеят 163 души.
Основен поминък е селското стопанство. Развит е и туризмът.